# Jardí Exòtic de Mònaco
El jardí exòtic de Mònaco és un jardí botànic situat a Mònaco, gestionat per l'Ajuntament de Mònaco.
Dissenyat per l'enginyer monegasc Louis Notari segons els desitjos del príncep Lluís II, el jardí es va obrir al públic el 1931 però només es va inaugurar oficialment el 1933. Les obres continuaran i el jardí no s'acabarà i en el seu estat actual al voltant de 1938-1939.
Els seus successius directors són:
- Louis Vatrican de 1935 a 1969
- Marcel Kroenlein de 1969 a 1993
- Jean-Marie Solichon des del 1993
- Diane Ortolani a partir del 9 de juliol de 2018

Té moltes plantes suculentes, especialment cactàcies, originàries de diverses zones seques remotes (sud-oest dels Estats Units, Mèxic, Amèrica Central i del Sud, Sud-àfrica i oriental).

## Cova de l’observatori
A la base del penya-segat del jardí s'obre una cavitat subterrània natural en què la roca calcària, esculpida per l’aigua de fa mil·lennis, està esquitxada de coves adornades amb una gran varietat de concrecions: estalactites, estalagmites, cortinatges o columnes.
Oberta al públic el 1950, la visita de la cova, coneguda com la “cova de l’observatori”, guiada per especialistes, té lloc entre 98 i 40 m d’altitud.
La cavitat s'enfonsa gairebé fins al nivell del mar i és visitada regularment per espeleòlegs locals.
Allà s'hi han trobat rastres d’hàbitat humà prehistòric.
Un museu d’antropologia prehistòric situat al jardí exhibeix diverses d'aquestes troballes.

## Preservació
Construït al costat del penya-segat, el Jardí Exòtic ofereix una vista impressionant sobre el Principat de Mònaco i ofereix l’oportunitat de descobrir plantes suculentes de formes extravagants, de les quals els cactus constitueixen la família més representativa.
El 2021, les obres de consolidació dels penya-segats del jardí exòtic. El resultat d’un treball perillós, assegurar els penya-segats del jardí exòtic és un projecte extraordinari.